# جونكإ كاناياما
جونكإ كاناياما (باليابانية: 金山 隼樹) (12 يونيو 1988 في شيمانه في اليابان – )؛ هو لاعب كرة قدم ياباني سابق كان يلعب كحارس مرمى.

## وصلات خارجية
- جونكإ كاناياما على موقع رابطة كرة القدم اليابانية للمحترفين (اليابانية)
- جونكإ كاناياما على موقع قاعدة بيانات كرة القدم.إي يو (الإنجليزية)
- جونكإ كاناياما على موقع Soccerway.com (الإنجليزية)
- جونكإ كاناياما على موقع عالم كرة القدم.نت (الإنجليزية)
- جونكإ كاناياما على موقع كووورة